# Milesi
Milesi, splitska plemićka obitelj doseljena iz Italije, koja se u dokumentima prvi put spominje 1687. godine prilikom vjenčanja Elisabete Milesi s Antoniom-Bernardom Bareza iz Bassana. Obitelj je već početkom 18. stoljeća primljena u plemićko vijeće. Živjeli su u središtu grada, u palači na Voćnom trgu koja i danas nosi njihovo ime. Pripadnici obitelji posljednji put se spominju 1877. godine, no nije sigurno je li obitelj izumrla ili su se članovi iselili.

## Vanjske poveznice
- Kuzmanić, Nepo: Spli u zemljišniku iz 1832. godine